# Servizio egiziano di Sèvres

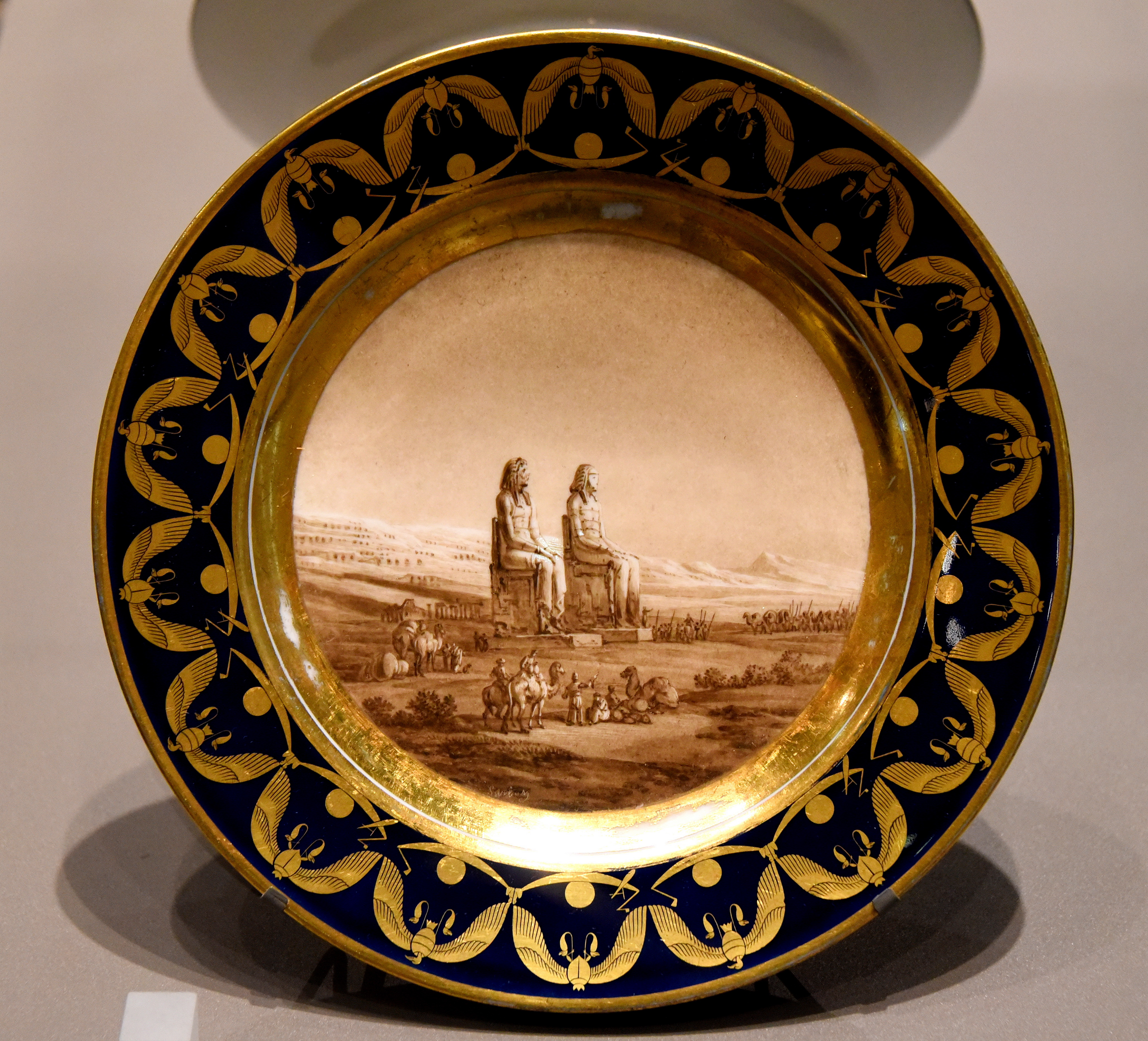
Un piatto del secondo servizio egiziano di Sèvres, con la raffigurazione dei Colossi di Memnone

Servizio egiziano di Sèvres è il nome utilizzato per descrivere due servizi di stoviglie realizzati dalla Manufacture nationale de Sèvres durante il Primo Impero francese.
Il primo fu prodotto, tra il 1804 e il 1806, per Napoleone Bonaparte e fu da lui donato ad Alessandro I di Russia nel 1808, come dono diplomatico a seguito dei Trattati di Tilsit. Ora si trova nel Museo di Stato delle Ceramiche in Russia.
Il secondo è stato prodotto tra il 1810 e il 1812. Era inteso come un dono di Napoleone all'imperatrice Joséphine. Il servizio consisteva in 72 piatti con disegni raffiguranti scene dall'Egitto basate su schizzi realizzati da Vivant Denon. Joséphine rifiutò il servizio, che descrisse come "troppo severo". Fu restituito alla fabbrica e donato al Duca di Wellington da Luigi XVIII nel 1818, in seguito alla Restaurazione borbonica. Il servizio è stato acquistato dal Victoria and Albert Museum nel 1979 e, ad eccezione di un piatto, è stato prestato all'English Heritage per essere esposto presso l'Apsley House, a Londra, ex residenza del primo duca.

## Storia

### Primo servizio

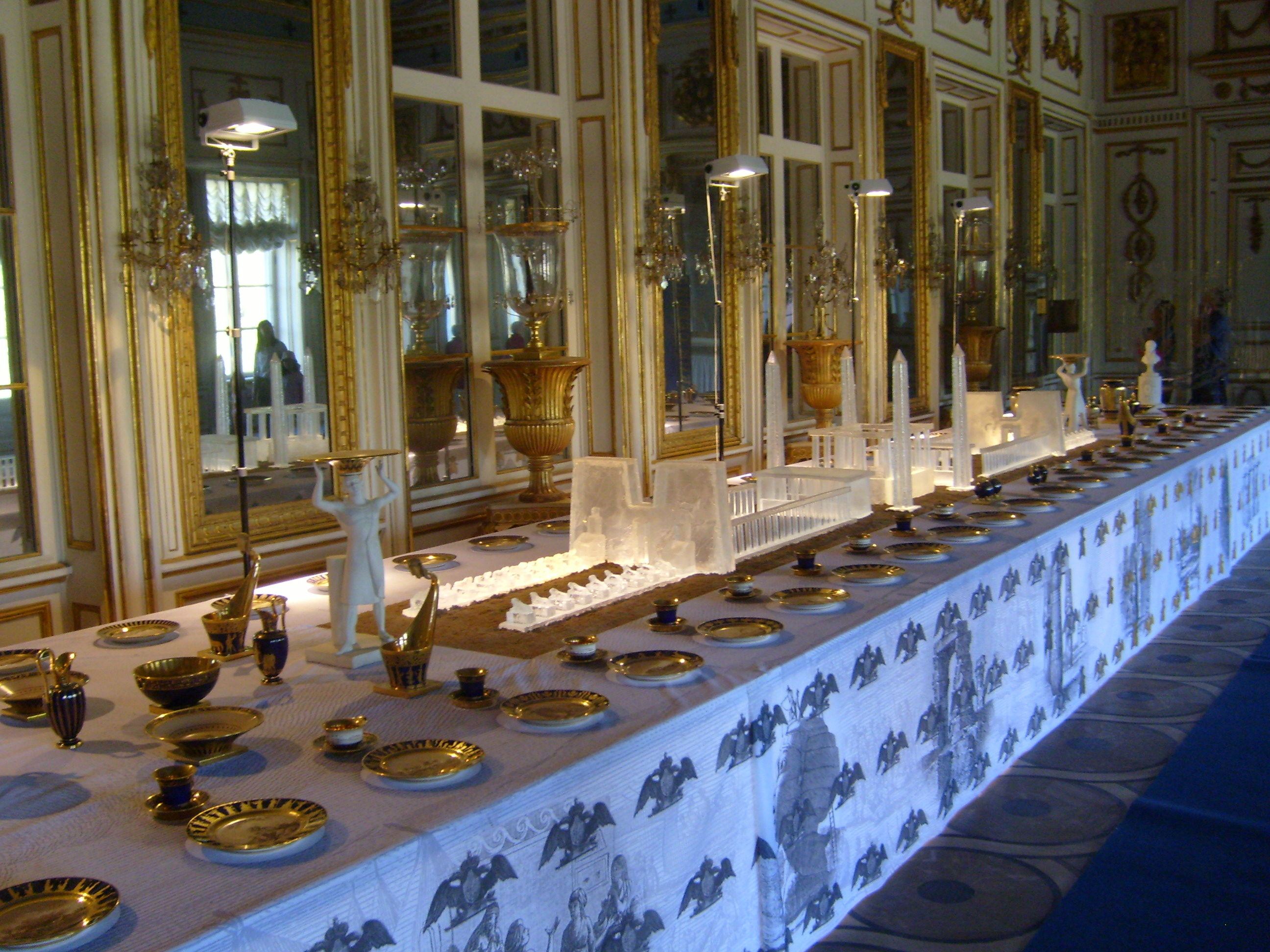
Tavolo apparecchiato con il servizio donato allo zar Alessandro I di Russia

Napoleone, prima di diventare imperatore di Francia, aveva invaso l'Egitto nel 1798. Anche se alla fine non ebbe successo, l'invasione di Napoleone fu culturalmente importante. Aveva portato con sé un gruppo di studiosi e artisti e i loro studi determinarono un periodo di interesse europeo per la cultura egiziana, noto come egittomania. Napoleone istituì il Primo Impero francese nel 1804 e, per accrescere il prestigio del nuovo regime, la Manufacture nationale de Sèvres fu incaricata di realizzare un servizio da tavola in porcellana in stile egiziano, dipinto da Jacques François Joseph Swebach-Desfontaines. Completato nel 1806, il servizio non fu mai utilizzato da Napoleone, che nel 1808 lo donò ad Alessandro I di Russia dopo i Trattati di Tilsit tra le due nazioni.
Il servizio si trova ora a San Pietroburgo nel Museo di stato della ceramica in Russia.

### Secondo servizio

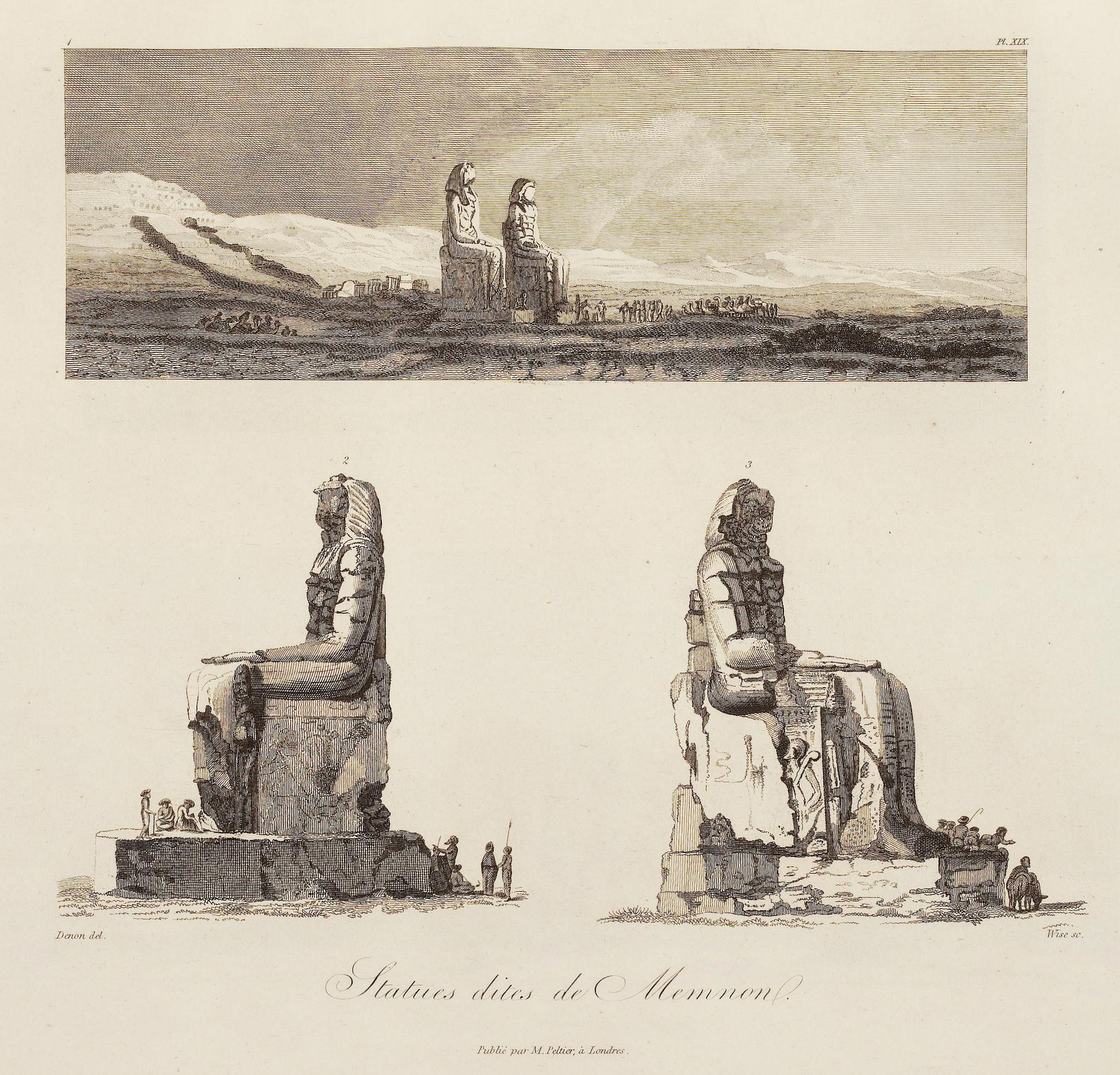
Il disegno di Denon che è stato la base per il piatto dei Colossi

Napoleone divorziò dall'imperatrice Giuseppina nel 1810 e commissionò il servizio egiziano di Sèvres, considerato una seconda edizione del servizio di Alessandro, come dono di divorzio. Il servizio consisteva in 72 piatti (più quattro pezzi extra o di prova) e un elaborato centrotavola architettonico. Giuseppina era stata coinvolta nella progettazione del servizio, ma perse la pazienza con il lento ritmo di produzione. Il fondo dei piatti era decorato con schizzi realizzati da Vivant Denon durante la campagna d'Egitto del 1798. I bordi erano stati progettati dall'architetto Alexandre-Théodore Brongniart, padre del proprietario della fabbrica di Sèvres, e la doratura venne eseguita da Pierre-Louis Micaud.
Il servizio fu consegnato a Giuseppina al castello di Malmaison il 1º aprile 1812. Ella considerò il progetto troppo severo e rifiutò il servizio, che fu poi valutato 36.300 franchi.
Il servizio fu restituito alla fabbrica, dove rimase fino al 1818 quando Luigi XVIII, il restauratore borbone, lo regalò al generale britannico Duca di Wellington, come gesto di riconoscenza per i suoi servizi durante le guerre napoleoniche. A quel tempo erano rimasti solo 66 piatti; altri tre furono successivamente collocati al Museo nazionale della ceramica di Sèvres e uno, con un design leggermente diverso e forse un pezzo di prova, al British Museum. Il duca lo espose nella sua dimora di Apsley House, a Londra, oggi sede del Wellington Museum.
Il servizio rimase in possesso degli eredi del duca di Wellington fino al 1979, quando venne acquistato dal Victoria and Albert Museum (V&A) di Londra. Il V&A espone un piatto della collezione, raffigurante i Colossi di Memnone, e ha prestato il resto all'English Heritage, che lo espone nella Apsley House. Lo storico dell'arte Sir Roy Strong considerava il secondo servizio "senza dubbio il più grandioso esempio di porcellana francese sopravvissuto al periodo dell'Impero".